# Aaata
Aaata là một chi bọ cánh cứng thuộc họ Buprestidae, gồm duy nhất một loài là Aaata finchi. Loài này được phát hiện ở Balochistan và là một trong những loài lớn nhất trong họ Buprestidae, đạt chiều dài lên tới 7 cm (2,8 in).